# Can Cases del Riu
Can Cases del Riu és una obra de Castellbisbal (Vallès Occidental) protegida com a Bé Cultural d'Interès Local.

## Descripció
Casa pairal reformada i de grans dimensions. És de planta rectangular, amb planta baixa, primer pis i golfes. La coberta és a dues vessants.
Són característics els arcs oberts a les golfes, i la simetria en la composició. Hi ha un rellotge de sol.